# 斯坦尼斯拉夫·佩斯特科夫斯基
斯坦尼斯拉夫·斯坦尼斯拉沃维奇·佩斯特科夫斯基（俄语：Станисла́в Станисла́вович Пестко́вский，1882年11月23日（格里历：12月3日）—1937年11月15日）波兰裔苏联革命家，外交官。曾任苏俄国家银行经理、邮电人民委员，民族副人民委员、俄共（布）吉尔吉斯自治社会主义苏维埃共和国党委执行书记、驻墨西哥特命全权大使等职务。

## 生平
- 1882年11月13日（格里历：12月3日）出生于波兰卡利什省凯尔奇格鲁村的一个贵族家庭。中学期间加入波兰社会主义青年联合会。1902年加入波蘭王國和立陶宛社會民主黨，深受罗莎·卢森堡影响。1906年加入俄国社会民主工党（布）。
- 1906年因参与革命活动被捕，判处流放伊尔库茨克省四年。
- 1912年逃亡欧洲，在克拉科夫会见了列宁。随后移居比利时、荷兰和英国。在英国，他成为伦敦社会主义组织和英国社会党成员。1917年6月返回俄罗斯。
- 1917年11月，彼得格勒电报总局局长。
- 1917年11月24日-26日，苏俄国家银行总经理。
- 1918年-1919年7月，苏俄民族人民委员会副委员。虽然斯大林是名义上的委员，但实际上大部分工作都委托给了佩斯特科夫斯基。他参与了立陶宛-白俄罗斯苏维埃社会主义共和国的建立。
- 1919年7月-1920年5月，吉尔吉斯革命委员会主席。期间，1920年4月-8月，俄共（布）吉尔吉斯自治社会主义苏维埃共和国党委执行书记。[2]
- 1920年8月-1921年，苏波战争西线政治部部长。
- 1921年，俄乌白波边界谈判委员会委员。
- 1922年-1924年8月，联共（布）中央从事党务工作。
- 1924年8月-1926年9月，驻墨西哥合众国特命全权大使。
- 1926年9月-1937年5月，国际赤色济难会中央委员会副主席、书记。共产国际书记处政治事务助理。1937年5月30日被捕。
- 1937年11月15日被苏联最高法院军事审判庭指控参与反革命组织，被判处死刑。同日执行，终年54岁。
- 1955年7月9日平反。葬于新顿河修道院公墓。